# Friedrich Baser
Friedrich Baser (* 24. Februar 1893 in Metz; † 4. Juni 1990 in Baden-Baden) war ein deutscher Musikwissenschaftler und Musikkritiker.

## Leben
Baser studierte Musik und Theaterwissenschaft in Linz, Leipzig und München. 1926 wurde Geiger im Philharmonischen Orchester Stuttgart, schwenkte dann aber über zur Musikkritik und war bis 1941 Musikredakteur des Heidelberger Tagblatts. Am 11. Dezember 1941 beantragte er die Aufnahme in die NSDAP und wurde zum 1. Januar 1942 aufgenommen (Mitgliedsnummer 9.217.952). 1943 zog er nach Berlin, kehrte aber schon im folgenden Jahr nach Baden zurück und arbeitete wieder als Musikkritiker für badische Zeitungen.

## Schaffen
Während der Zeit des Nationalsozialismus verfasste er in der gleichgeschalteten Zeitschrift Die Musik zahlreiche Aufsätze im Sinne der nationalsozialistischen Ideologie. Später arbeitete er bevorzugt zu Themen der badischen Musikgeschichte und publizierte zahlreiche lokalhistorische Arbeiten.

## Schriften
- Richard Wagner als Künder der arischen Welt, in: Die Musik XXVI/2 (Dezember 1933), S. 85–90
- Hector Berlioz und die germanische Seele, in: Die Musik XXVI/4 (Januar 1934), S. 259–263
- Die Musik bei den Heidelberger Reichs-Festspielen. Die musikalische Ausgestaltung des Thingspiels, in: Die Musik XXXVII (1935), S. 838–840
- Musik zwischen den Rassen und Völkern, in: Die Musik XXVIII/6 (März 1936), S. 407–412
- Das musikalische Heidelberg seit den Kurfürsten, Meister: Heidelberg 1934
- Große Musiker in Baden-Baden, Schneider: Tutzing 1973
- Musik am Hof der Markgrafen von Baden, Arbeitskreis für Stadtgeschichte: Baden-Baden 1976